# Rawlins (Wyoming)
Rawlins – miasto w Stanach Zjednoczonych, w stanie Wyoming, siedziba administracyjna hrabstwa Carbon.